# منتئاگودو د لاس بیکاریاس
منتئاگودو د لاس بیکاریاس (به اسپانیایی: Monteagudo de las Vicarías) یک دهستان در اسپانیا است که در سریا واقع شده‌است.

## خصوصیات
منتئاگودو د لاس بیکاریاس ۹۶ کیلومترمربع مساحت و ۲۶۸ نفر جمعیت دارد.